# Marne (departamento)
Marne, ou, na sua forma portuguesa, Marna, é um departamento da França localizado na região Grande Leste. Sua capital é a cidade de Châlons-en-Champagne. Sua maior cidade é Reims.